# بوي كيمبير
بوي كيمبير (بالهولندية: Boy Kemper) (21 يونيو 1999 ببورميراند في هولندا - ) هو لاعب كرة قدم هولندي في مركز الدفاع. لعب مع أياكس أمستردام.

## وصلات خارجية
- بوي كيمبير على موقع قاعدة بيانات كرة القدم.إي يو (الإنجليزية)
- بوي كيمبير على موقع Soccerway.com (الإنجليزية)
- بوي كيمبير على موقع عالم كرة القدم.نت (الإنجليزية)